# Telharmonium

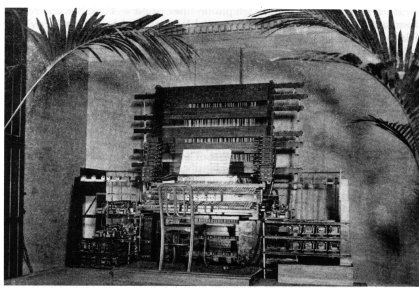
Bedienfeld des Telharmonium MARK I von Thaddeus Cahill

Das Telharmonium (auch Dynamophon) wird als erstes Elektromechanisches Musikinstrument angesehen. Es wurde 1897 von seinem Erfinder Thaddeus Cahill (1867–1934) zum Patent angemeldet. Es wurde 1900 in Washington, D.C. gebaut. Zeugen beschrieben den Klang als "klar" und "rein".
Insgesamt wurden drei dieser Anlagen gebaut, von denen die erste (MARK I) am längsten erhalten blieb. Sie sei 1962 demontiert und verschrottet worden.
Existierende Tonaufnahmen sind nicht bekannt.

## Name
Das Gerät wurde von der New England Electric Music Company finanziert, um ein Netz zur Fernübertragung von Musik einzurichten. Diese neue Art der Übertragung nannten sie "Telharmony", woraus sich der Name Telharmonium ergab. Der Name Dynamophon leitete sich von der Erzeugung der Töne mittels elektrischer Wechselstromgeneratoren her (siehe Funktionsweise).

## Funktionsweise
Der Prototyp MARK I wog 7 Tonnen. Der Musiker saß an einem Bedienfeld, hinter einer Wand befanden sich Mechanismen mit Tongeneratoren, die jeweils einer bestimmten Tonhöhe zugeordnet waren. Zusätzliche Generatoren fügten den Klängen Obertöne hinzu. Das Telharmonium arbeitete nach dem Prinzip eines Zahnradgenerators: Jedes Zahnrad erzeugte einen Ton. Die Anzahl der Zähne eines Rades bestimmten in Verbindung mit der Drehzahl die Tonhöhe.
Das zweite und größte Telharmonium MARK II war etwa 200 Tonnen schwer. Es hatte die Ausmaße einer Kathedralenorgel und wurde unter anderem zum Zweck der musikalischen Fernübertragung über das Telefon eingesetzt (man konnte sich also Musikstücke über das Telefon anhören). Trotz seiner enormen Größe wurde es für Konzerte auch durch die USA transportiert, wobei es bis zu 30 Güterwaggons füllte. Die Anlage war unter anderem deshalb so groß, weil es noch keine elektronischen Verstärker gab und die Tongeneratoren somit echte elektrische Wechselstromgeneratoren waren, die die Leistung für sämtliche per Telefonnetz angeschlossenen Lautsprecher (Telefonhörer mit oder ohne davor montiertem Trichter) selbst erzeugen mussten, um alle Zuhörer mit genügend Schalldruck zu versorgen. Die Spannungen der Generatoren wurden über ein komplexes System von Schaltern und Transformatoren zusammengemischt, um durch additive Synthese verschiedene Klangfarben zu erzeugen, die über den Orgelspieltisch mit mehreren Klaviaturen anschlagdynamisch spielbar waren.